# Enzo Robotti
Enzo Robotti (13. červen 1935 Alessandria, Italské království) je bývalý italský fotbalový obránce a trenér.
Fotbalově vyrůstal v Alessandrii, jenže za místní klub hrál jen do roku 1952. Velký fotbal okusil po přestupu do Juventusu kam přestoupil téhož roku. V roce 1955 jej na rok půjčil na hostování do Sanremese. Za Bianconeri nastoupil jen do 15 utkání v sezoně 1956/57. Poté odešel do Fiorentiny, kde strávil osm sezon a to do roku 1965. Za fialky nastoupil celkem do 269 utkání a získal dvě trofeje. Nejprve vyhrál Italský pohár 1960/61 a poté Pohár PVP 1960/61. V roce 1965 odešel do Brescie, kde strávil dvě sezony a poté přestoupil do Říma kde v roce 1968 ukončil kariéru.
Za reprezentaci odehrál 15 utkání. Byl i na MS 1962, kde odehrál tři utkání.
Po fotbalové kariéře se stal trenérem, ale žádných velkých úspěchů nedosáhl. Vedl Avellino (1985/86) v nejvyšší lize (1985/86) do 22 utkání.

## Hráčská statistika
| Sezóna  | Klub       | Liga    | Liga   | Liga | Ligové poháry | Ligové poháry | Ligové poháry | Kontinentální poháry | Kontinentální poháry | Kontinentální poháry | Celkem | Celkem |
| Sezóna  | Klub       | Soutěž  | Zápasy | Góly | Soutěž        | Zápasy        | Góly          | Soutěž               | Zápasy               | Góly                 | Zápasy | Góly   |
| ------- | ---------- | ------- | ------ | ---- | ------------- | ------------- | ------------- | -------------------- | -------------------- | -------------------- | ------ | ------ |
| 1956/57 | Juventus   | Serie A | 15     | 1    | -             | 0             | 0             | -                    | 0                    | 0                    | 15     | 1      |
| 1957/58 | Fiorentina | Serie A | 21     | 0    | IP            | 4             | 0             | -                    | 0                    | 0                    | 25     | 0      |
| 1958/59 | Fiorentina | Serie A | 34     | 0    | IP            | 2             | 0             | -                    | 0                    | 0                    | 36     | 0      |
| 1959/60 | Fiorentina | Serie A | 22     | 0    | IP            | 3             | 0             | Stř.P                | 2                    | 0                    | 27     | 0      |
| 1960/61 | Fiorentina | Serie A | 34     | 1    | IP            | 4             | 0             | PVP                  | 6                    | 0                    | 44     | 1      |
| 1961/62 | Fiorentina | Serie A | 32     | 1    | IP            | 0             | 0             | PVP+Stř.P            | 6+1                  | 0+1                  | 38     | 2      |
| 1962/63 | Fiorentina | Serie A | 27     | 0    | IP            | 1             | 0             | -                    | 0                    | 0                    | 28     | 0      |
| 1963/64 | Fiorentina | Serie A | 31     | 0    | IP            | 4             | 0             | -                    | 0                    | 0                    | 35     | 0      |
| 1964/65 | Fiorentina | Serie A | 30     | 0    | IP            | 1             | 0             | Vel.P                | 2                    | 0                    | 33     | 0      |
| 1965/66 | Brescia    | Serie A | 30     | 1    | IP            | 1             | 0             | -                    | 0                    | 0                    | 31     | 1      |
| 1966/67 | Brescia    | Serie A | 19     | 0    | IP            | 0             | 0             | -                    | 0                    | 0                    | 19     | 0      |
| 1967/68 | Řím        | Serie A | 21     | 0    | IP            | 0             | 0             | Stř.P                | 2                    | 0                    | 23     | 8      |
| Celkem  | Celkem     | Celkem  | 316    | 4    | -             | 20            | 0             | -                    | 19                   | 1                    | 355    | 5      |

## Hráčské úspěchy

### Klubové
- 1× vítěz italského poháru (1960/61)
- 1× vítěz poháru PVP (1960/61)

### Reprezentační
- 1× na MP (1955–1960)
- 1× na MS (1962)